# Franziskanerkloster Graz

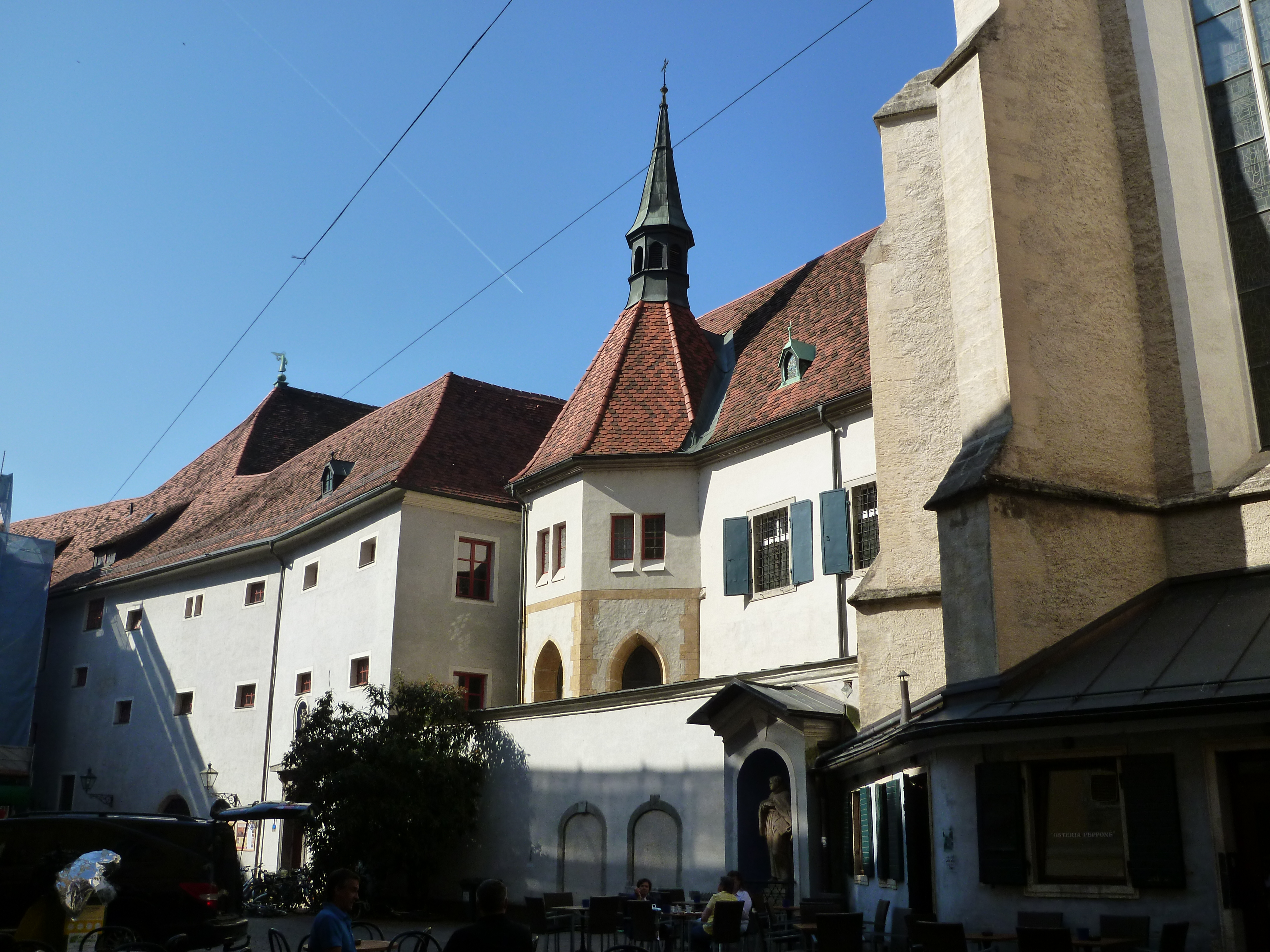
Franziskanerkloster

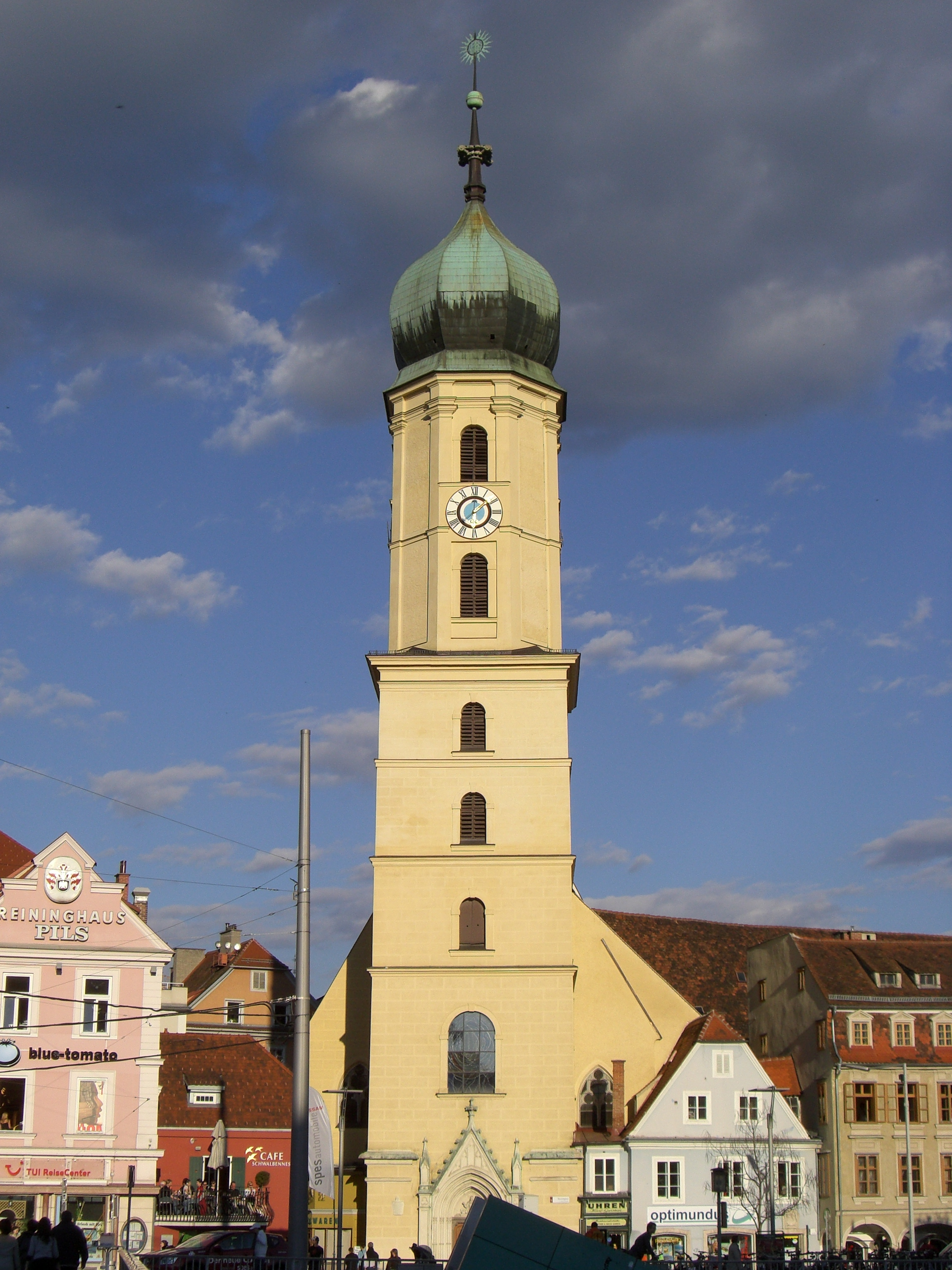
Franziskanerkirche

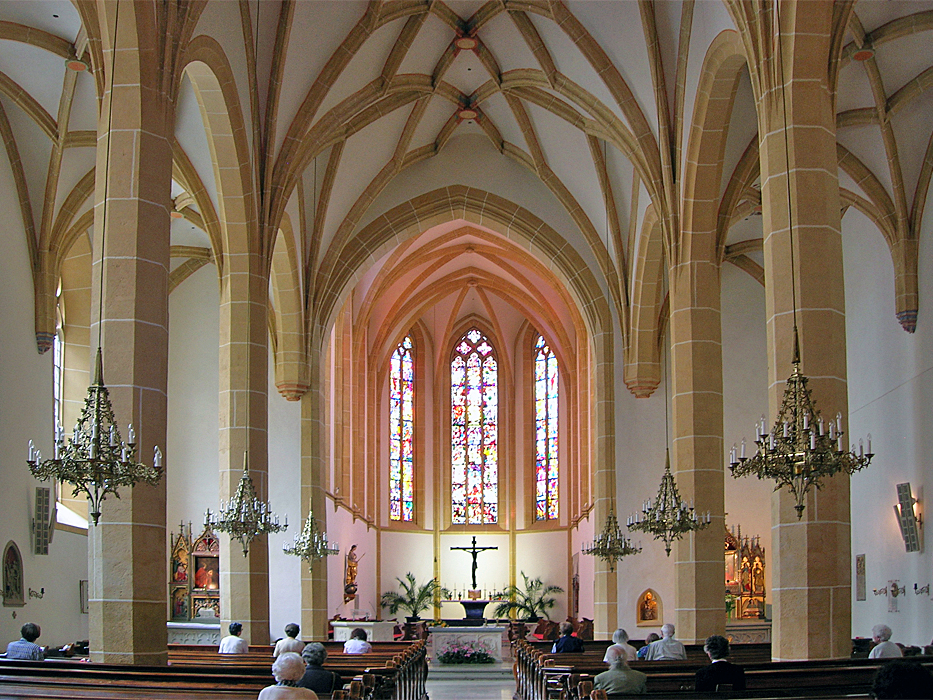
Innenansicht der Kirche

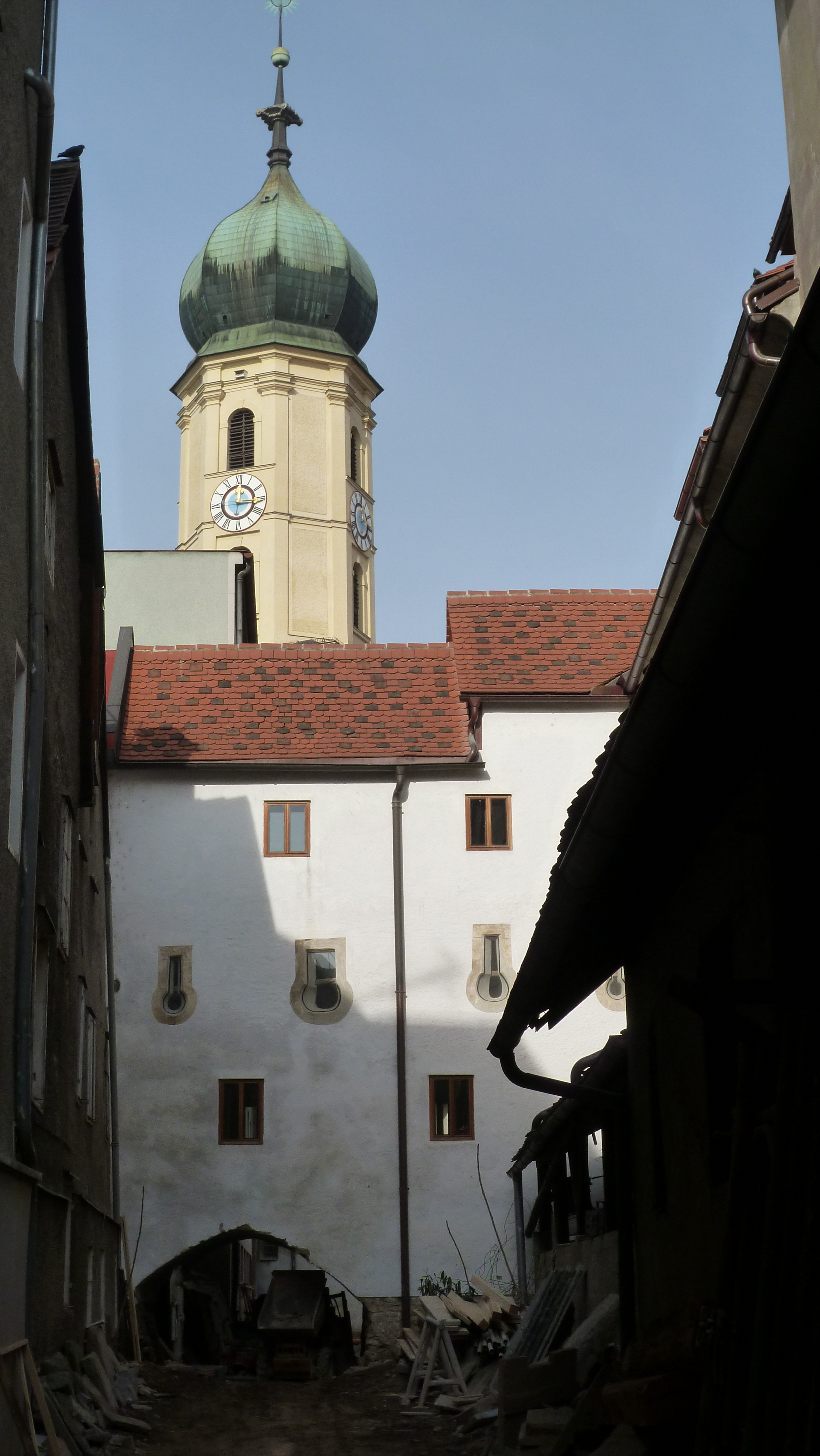
Wehrturm mit Turm der Franziskanerkirche im Hintergrund

Das Franziskanerkloster Graz ist ein römisch-katholisches Männerkloster am Ufer der Mur im Zentrum der österreichischen Stadt Graz (Steiermark). Es wurde in der ersten Hälfte des 13. Jahrhunderts von den Franziskanern (Ordo fratrum minorum „Orden der minderen Brüder“) gegründet. Es war die erste Ordensniederlassung auf Grazer Stadtgebiet. Im 16. Jahrhundert, nach Teilung des Ordens, fiel das Kloster an den Zweig der Franziskaner-Observanten (OFM), die es seitdem besitzen. An das Konventsgebäude schließt sich die Franziskanerkirche Graz an, die heutige Pfarrkirche Graz-Mariä Himmelfahrt. Die Klosterkirche mit dem markanten Turm ist die Pfarrkirche der Pfarre Graz-Mariä Himmelfahrt im Dekanat Graz-Mitte und gehört zur Stadtkirche Graz.
Die Franziskanerkirche (Franziskanerplatz 16, Neutorgasse 5, Listeneintrag) und das Franziskanerkloster (Albrechtgasse 6, Franziskanerplatz 14, 15, Listeneintrag) stehen mit Teilen der ehemaligen Stadtmauer unter Denkmalschutz. Nördlich und westlich – zu beiden Seiten des Portals – sind an die Kirche sehr kleine Gebäude angebaut, die Lokale und Läden beherbergen.

## Geschichte

### Geschichte der Ordensniederlassung
Die ersten Brüder des 1210 gegründeten Franziskanerordens trafen um 1230/1239 in Graz ein. Namentlich waren dies Albert und Marchward, zwei urkundlich bezeugte Minderbrüder. Zwei Jahre später, 1241, fand das erste urkundlich nachweisbare Provinzkapitel der österreichischen Minderbrüder statt.
Nachdem der Stammorden sich als Folge des Armutsstreits im Orden 1517 in Konventualen (heute „Minoriten“ genannt) und Observanten gespalten hatte, fiel das Grazer Kloster im Laufe des 16. Jahrhunderts an die observanten Franziskaner-Reformaten der Wiener Ordensprovinz; die Konventualen wichen in die Murvorstadt aus und gründeten dort zwischen 1607 und 1636 ein neues Kloster, das Minoritenkloster mit der Mariahilferkirche. Am Ende des 16. Jahrhunderts entstand in unmittelbarer Nähe zum Franziskanerkloster das sogenannte „Kälberne Viertel“, das von Handwerkern und Fleischern gegründet und 1617 erstmals urkundlich erwähnt wurde.
Im 18. Jahrhundert konnte das Kloster seine Auflösung unter Kaiser Joseph II. um 1785 durch die Übernahme der Pfarrseelsorge verhindern.

### Pfarrgeschichte
Die dort angesiedelte Brüdergemeinschaft hält in ihrer 1783 zur Pfarrkirche erhobenen Klosterkirche täglich Gottesdienste ab. Sie betreut die flächen- und zahlenmäßig kleinste Grazer Kirchengemeinde (etwa 1.300 Mitglieder), widmet sich der Seelsorge sowie der Ausbildung junger Franziskaner und wacht über den bemerkenswerten Bestand der Zentralbibliothek der Wiener Franziskanerprovinz.

## Klosteranlage

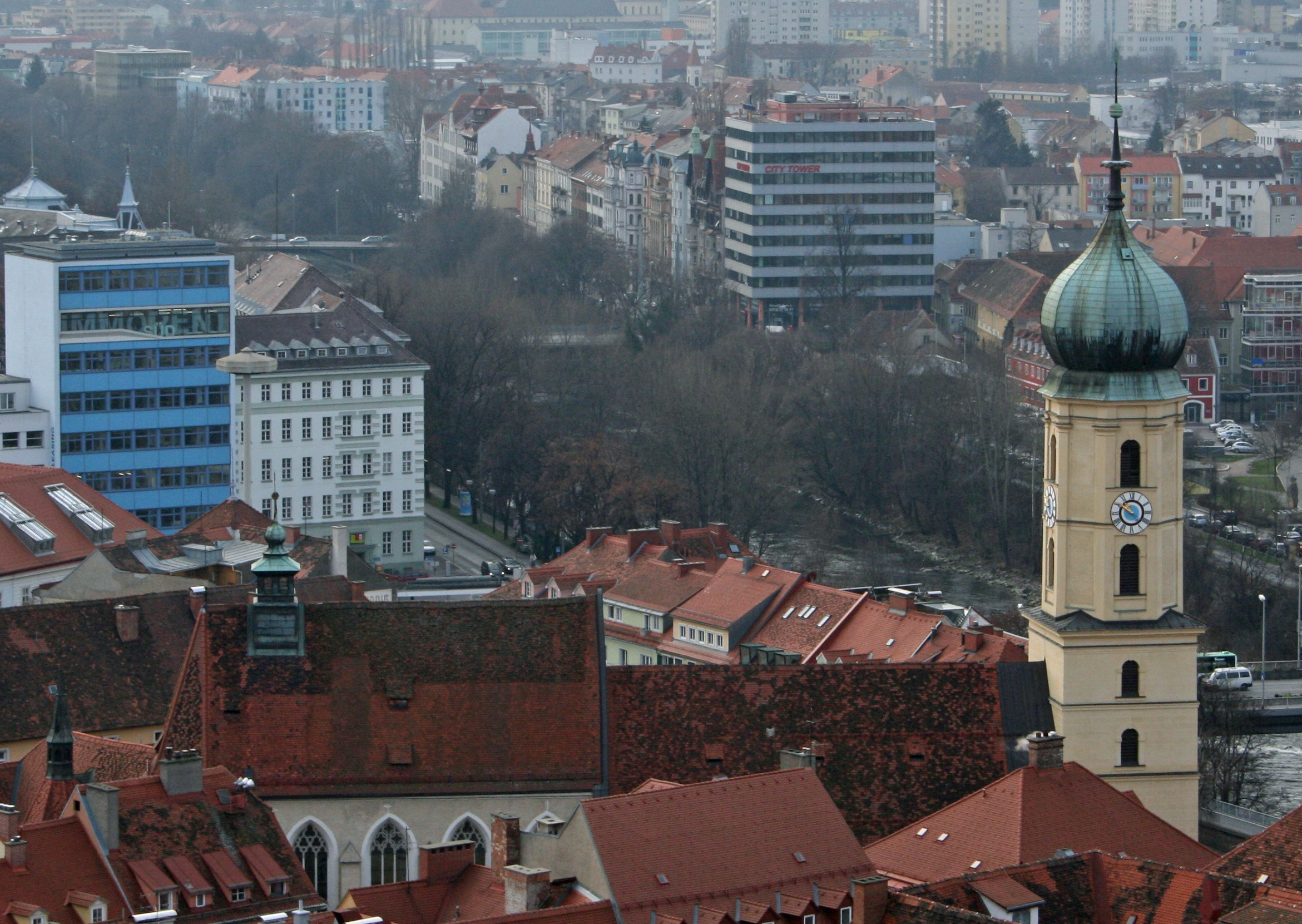
Die Franziskanerkirche, vom Schloßberg aus gesehen

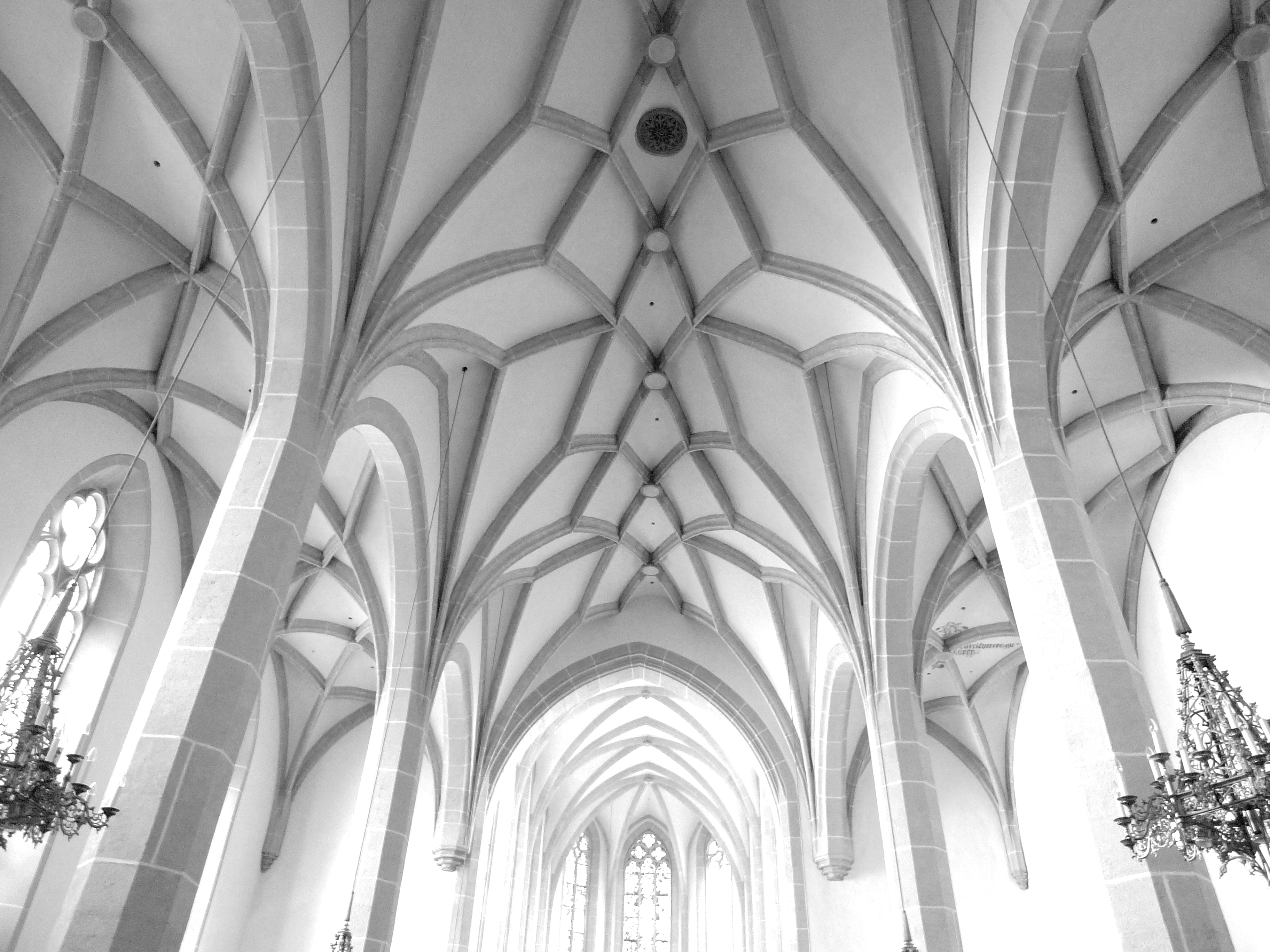
Gewölbe des Langhauses

### Kirche Mariä Himmelfahrt

#### Baugeschichte
Nach der Klostergründung 1239 durch den Orden der Minderbrüder wurde dem Kloster 1257 oder 1277 von Papst Alexander IV. ein „Ablaß von 100 Tagen am Tag und Jahrestag der Konsekration“ verliehen, der den Kirchenbau ermöglichte. 1257/77 war der ursprünglich turmlose Sakralbau im Stil einer Bettelordenskirche vollendet, seine Lage war mit dem bestehenden Langhaus identisch. In der ersten Hälfte des 14. Jahrhunderts erfolgte der Anbau des erhöhten Langchores mit einem West-Dachreiter.
Nach 1515 erfolgte der Umbau in eine dreischiffige gotische Hallenkirche, der aus Spendengeldern finanziert wurde. Die Baumaßnahmen waren 1519 beendet, eine Datierung am rechten Triumphbogen im Dachstuhl zeugt davon. Der heutige West-Turm wurde zwischen 1636 und 1643 als Wehrturm errichtet. Die Pläne werden Tobias Creuztaler zugeschrieben. Das ehemalige Spitzhelmdach wurde um 1740 durch eine Zwiebelhaube ersetzt. Weitere Neuerungen waren die Errichtung des Refektoriums im 16. Jahrhundert und die Weihe eines neuen Hochaltars.
Die Klosterkirche trägt das Patrozinium Mariä Himmelfahrt. Sie wurde 1783 im Zuge der Josephinischen Reformen zur Pfarrkirche erhoben. Zwischen 1861 und 1886 erfolgte die Regotisierung der Inneneinrichtung, wobei man die barocke Ausstattung entfernte. Nach der Kriegsbeschädigung 1945 durch einen Bombentreffer wurde der Chor von 1947 bis 1949 wiederhergestellt, in den Jahren 1954/55 erfolgte eine Innenrestauration, von 1982 bis 1988 eine umfassende Restaurierung.
Die schräge Orientierung des Grundrisses – im Gegensatz zu der übrigen, parallel zum Mur-Ufer ausgerichteten Bebauung dieses Gebietes –  erklärt sich durch die Lage auf einer ehemaligen kleinen Insel zwischen dem Haupt- und einem Seitenarm (Werdbach) der Mur. Die Fenster im Chorbereich stammen aus der zweiten Hälfte des 20. Jahrhunderts. Diese Erklärung ist aber umstritten; nach einer anderen Erklärung ist die Kirche so ausgerichtet, dass am 4. Oktober, dem Gedenktag für Franz von Assisi, die Sonne genau durch das Chorfenster scheint.
Um 2013 wurde eine umfassende haustechnische Modernisierung des Hauptgebäudes abgeschlossen. An der langen Südfassade wurden Photovoltaik und/oder Sonnenwärmekollektoren montiert, die die alte an der Fassade liegende Sonnenuhr nur sehr knapp aussparen.

#### Außenbau
Das große Kirchengebäude hat eine auffällige Schrägstellung im Stadtgefüge, die vermutlich auf einen ehemaligen Murarm zurückzuführen ist. Am Langhaus sind beidseitig Kapellen, an den Außenmauern der Nordseite und des Chors kleine Verkaufsläden (19. und 20. Jh.) angebaut. Der massive Westturm, einst Teil der Stadtbefestigung, ist dem Langhaus, leicht zur Mittelachse geknickt, vorgestellt. Dem quadratischen, fünfgeschoßigen Unterbau ist ein achteckiger, zweigeschoßiger oberer Teil aufgesetzt. Der Turm ist mit einer Zwiebelhaube bekrönt. Der Dachreiter über dem Chor verfügt über ein Zwiebeldach aus 1648. An der Nordseite, am Übergang zwischen Chor und Langhaus, befindet sich ein gotisches Treppentürmchen und an der Chorpartie dreistufige Strebepfeiler.
Das Hauptportal an der Westseite, ein neugotisches Schulterbogen-Säulen-Gewändeportal hat ein Tympanon mit einem Sandsteinrelief mit der Halbfigur des heiligen Franziskus (1894). Die ehemaligen Portalvorbauten an der Nordseite mit josephinisch-klassizistischen Steinportalen (um 1780/85) sind nach Art Joseph Huebers gefertigt. Der nordwestliche Eingang wurde 1868 vermauert und zur Joseph-Kapelle umgestaltet. Die Turmhalle hat ein Stichkappen-, die Vorhalle ein Tonnengewölbe.
Im Lauf der Zeit kam es zu einigen Kapellenanbauten: 1648 wurde die Antonius-Kapelle errichtet, 1650 stuckiert und freskiert, 1723 abgebrochen und durch einen Neubau von Joseph Carlone ersetzt; 1770 wurde die Ölberg-Kapelle abgebrochen und vermauert.

#### Orgel

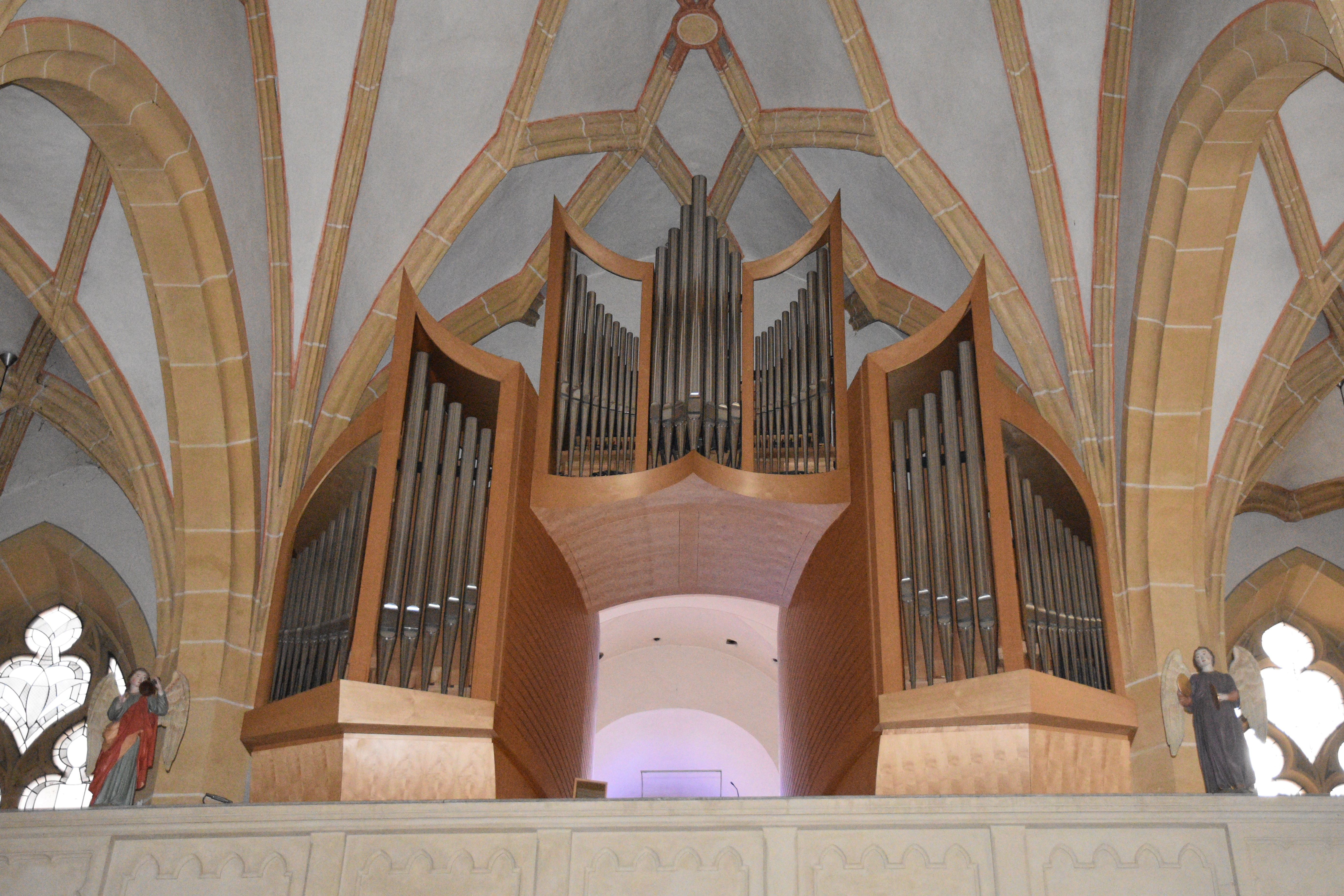
Orgel der Franziskanerkirche

Die erste Orgel auf der Westempore wurde 1785 von dem Elsässer Orgelbauer Ludwig Gress erbaut. Das Instrument stand in einem barocken Gehäuse. 1858 wurde die Orgel durch ein neues Instrument des Orgelbauers Mathias Mauracher (Zell am Ziller) in einem neogotischen Gehäuse ersetzt. 1885 baute der Orgelbauer Franc Goršič (Laibach) ein neues Orgelwerk. Das Gehäuse von Mauracher wurde wiederverwendet, geteilt und jeweils seitlich der Empore aufgestellt. Im 20. Jahrhundert wurde die Orgel elektrifiziert (1932) und vergrößert. Im Zuge der Renovierung und des Umbaus von Kirche und Kloster im Jahre 2002 erbaute die Orgelbaufirma Alexander Schuke (Potsdam) ein neues Instrument in einem neuen Gehäuse. 2004 wurde das Instrument eingeweiht. Es hat 27 Register auf zwei Manualwerken und Pedal.
| I Hauptwerk C–g3 |                       |       |
| 1.               | Bordun                | 16′   |
| 2.               | Principal             | 8′    |
| 3.               | Viola da Gamba        | 8′    |
| 4.               | Holzflöte             | 8′    |
| 5.               | Octave                | 4′    |
| 6.               | Spitzflöte            | 4′    |
| 7.               | Nassat                | 2 ⁄3′ |
| 8.               | Octave                | 2′    |
| 9.               | Cornett III-V (ab f0) |       |
| 10.              | Mixtur IV             | 2′    |
| 11.              | Trompete              | 8′    |

| II Oberwerk C–g3 |                 |       |
| 12.              | Doppelprincipal | 8′    |
| 13.              | Gedackt         | 8′    |
| 14.              | Quintade        | 8′    |
| 15.              | Flaut douce     | 8′    |
| 16.              | Hohlflöte       | 4′    |
| 17.              | Octave          | 4′    |
| 18.              | Waldflöte       | 2′    |
| 19.              | Mixtur III      | 1 ⁄3′ |
| 20.              | Zinke           | 8′    |
|                  | Tremulant       |       |

| Pedalwerk C–f1 |               |     |
| 21.            | Subbass       | 16′ |
| 22.            | Principalbass | 8′  |
| 23.            | Gemshorn      | 8′  |
| 24.            | Octave        | 4′  |
| 25.            | Posaune       | 16′ |
| 26.            | Trompete      | 8′  |
| 27.            | Cornett       | 2′  |

- Koppeln: II/I, I/P, II/P.

### Klostergebäude
Das Klostergebäude schließt südlich an die Kirche an. Der Baukern stammt aus dem 13./14. Jahrhundert, in den Jahren 1515–1519 fanden Umbauten statt. An der Nordfassade befindet sich ein freistehendes Stiegenhaus aus dem Jahr 1829. Der Gebäudekomplex ist zweigeschoßig, die Fassaden sind glatt. Im Hof befinden sich Grabdenkmäler, die teilweise von hohem künstlerischen Wert sind.
Der Kreuzgang bewahrt nur noch wenige Reste aus seiner Ursprungszeit (13./14. Jh.), darunter einige Rund- und Spitzbogenfenster und ein spätgotisches Kreuzgratgewölbe. Er hat einen unregelmäßigen Grundriss. Erhalten blieben Fragmente von Fresken aus dem 16. Jahrhundert. In die Wände des Kreuzgangs sind Grabdenkmäler eingelassen. Den Kreuzhof dominieren ein Kruzifix aus dem 19. und eine Figur der Mater Dolorosa aus dem 17. Jahrhundert. An der Außenfassade des ersten Stockwerks sind toskanische Halbsäulen erkennbar.

### Jakobikapelle

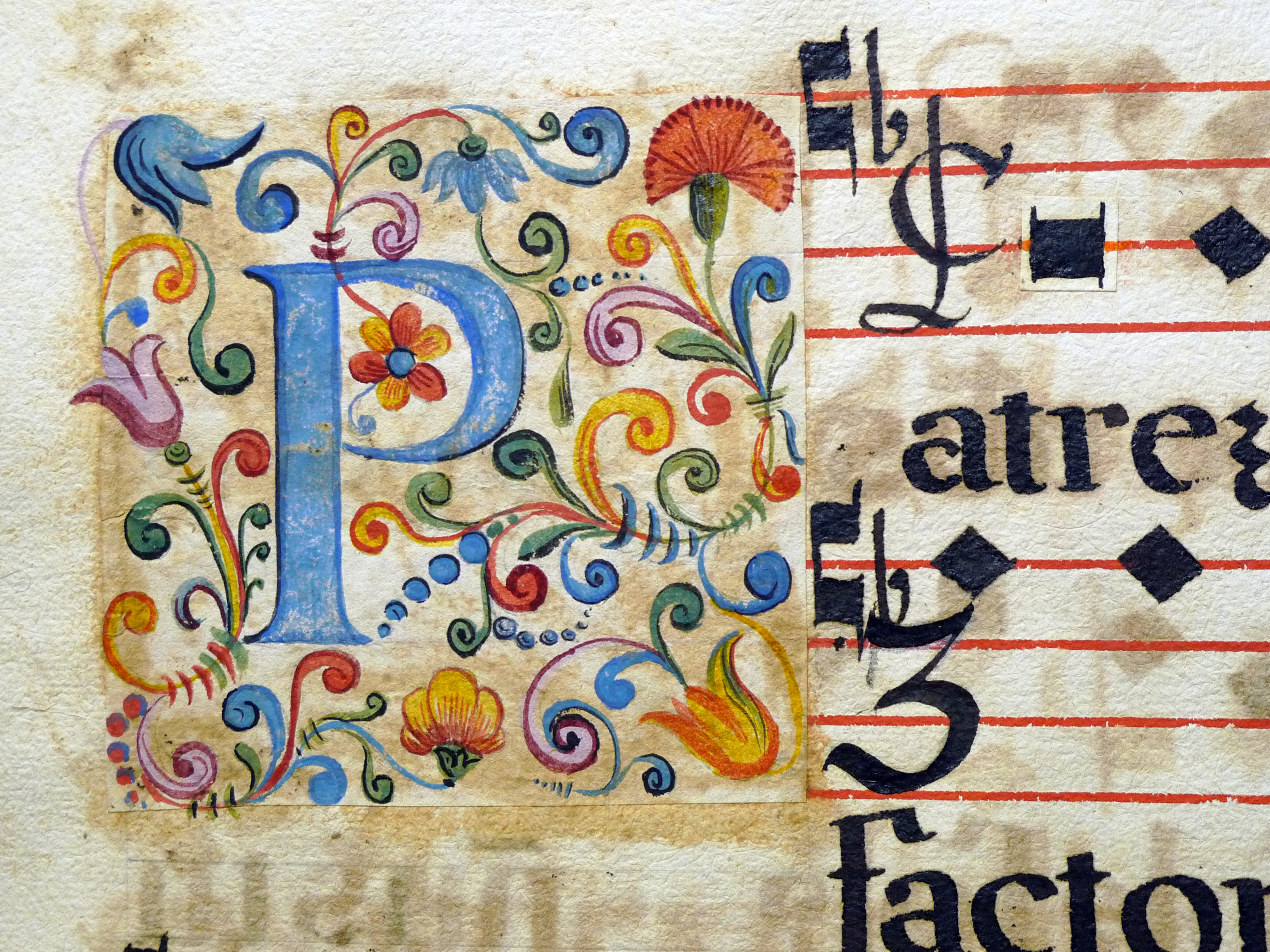
Librus Missarus Choralium pro Choro Graecensis 1677 (Detail)

Die Jakobikapelle, Messkapelle Hl. Jakobus, ist ein frühgotischer Bau und Teil des Osttrakts. Die Errichtung der Kapelle erfolgte im dritten Viertel des 13. Jahrhunderts. Sie birgt ein erst im Zuge der Renovierung (1986) entdecktes spätgotisches rundbogiges Steinportal und mittelalterliche Lanzettfenster (14. Jahrhundert). Die Ausstattung ist aus spätgotischen, barocken und neogotischen Stilelementen zusammengesetzt.

### Zentralbibliothek der Wiener Franziskanerprovinz
Die Anfänge der Klosterbibliothek der Franziskaner in Graz gehen auf das Jahr 1463 zurück. Aus dem Jahr 1616 stammt der erste erhaltene Katalog des damaligen Bücherbestands. 1752 erhielt die alte Bibliotheklaut Chronik Eisenbalken und eine feuersichere Eisentüre. Um 1960 beschloss die Leitung der Österreichischen Franziskaner-Provinz (in Wien), alle vor 1700 entstandenen Bibliotheksbestände (Handschriften, Inkunabeln und frühe Drucke) zentral zu verwalten. Der Grazer Konvent wurde als gemeinsamer Aufstellungsort für die wertvollen Altbestände der Klosterbibliotheken Wien, St. Pölten, Maria Lankowitz, Maria Enzersdorf, Frauenkirchen, Eisenstadt, Maria Lanzendorf, Gleichenberg und der Grazer Hausbibliothek bestimmt. Dafür mussten die Bibliotheksräume im Westtrakt feuer- und einbruchsicher ausgestattet werden (1959).
Das Franziskanerkloster Graz besitzt eine der kostbarsten Bibliotheken des Landes Steiermark. Die Bibliothek enthält zirka 13.000 Titel (bis zum 17. Jahrhundert), darunter 818 einzigartige Inkunabeln und eine zweite Bibliothek mit etwa 30.000 Titeln (ab dem 18. Jahrhundert). 
Unter den Besonderheiten sind Pergamentblätter mit Abschriften der Vulgata (um 900), der Christherre-Chronik, einer anonymen Weltchronik in mittelhochdeutschen Reimpaaren (um 1300), und aus Wolfram von Eschenbachs mittelhochdeutschen Versdichtungen Parzival und Willehalm zu sehen. Rund 70 % der älteren Bestände sind theologische Werke, darunter eine Sammlung deutschsprachiger Bibeln vor Luther. Auch kostbare naturwissenschaftliche, medizinische und historische Werke mit kunstvollen Holzschnitten und Kupferstichen sind zu sehen.
Die Bestände sind in einem Online-Katalog (OPAC) erfasst.